# Rusia en los Juegos Olímpicos de Sochi 2014
Rusia, como país anfitrión, estuvo representada en los Juegos Olímpicos de Sochi 2014 por un total de 223 deportistas que compitieron en 15 deportes. Responsable del equipo olímpico fue el Comité Olímpico Ruso, así como las federaciones deportivas nacionales de cada deporte con participación.
El portador de la bandera en la ceremonia de apertura fue el deportista de bobsleigh Alexandr Zubkov.

## Medallistas
El equipo olímpico ruso obtuvo las siguientes medallas:
| Nombre | Deporte                              | Competición                |
| --- | ------------------------------------ | -------------------------- |
| Oro |                                      |                            |
| Alexei Volkov Yevgueni Ustiugov Dmitri Malyshko Anton Shipulin | Biatlón                              | 4 × 7,5 km M               |
| Alexandr Zubkov Alexei Voyevoda | Bobsleigh                            | Doble M                    |
| Alexandr Zubkov Dmitri Trunenkov Alexei Negodailo Alexei Voyevoda | Bobsleigh                            | Cuádruple M                |
| Alexandr Legkov | Esquí de fondo                       | 50 km M                    |
| Adelina Sotnikova | Patinaje artístico                   | Individual F               |
| Tatiana Volosozhar Maxim Trankov | Patinaje artístico                   | Parejas                    |
| Yevgueni Pliushchenko Yuliya Lipnitskaya Tatiana Volosozhar / Maxim Trankov Xeniya Stolbova / Fiodor Klimov Yekaterina Bobrova / Dmitri Soloviov Yelena Ilinyj / Nikita Katsalapov | Patinaje artístico                   | Equipo                     |
| Viktor An | Patinaje de velocidad en pista corta | 500 m M                    |
| Viktor An | Patinaje de velocidad en pista corta | 1000 m M                   |
| Viktor An Semion Yelistratov Vladimir Grigoriev Ruslan Zajarov | Patinaje de velocidad en pista corta | 5000 m por relevos M       |
| Alexandr Tretiakov | Skeleton                             | Individual M               |
| Vic Wild | Snowboard                            | Eslalon gigante paralelo M |
| Vic Wild | Snowboard                            | Eslalon paralelo M         |
| Plata |                                      |                            |
| Olga Vilujina | Biatlón                              | 7,5 km F                   |
| Yana Romanova Olga Zaitseva Yekaterina Shumilova Olga Vilujina | Biatlón                              | 4 × 6 km F                 |
| Maxim Vylegzhanin | Esquí de fondo                       | 50 km M                    |
| Maxim Vylegzhanin Nikita Kriukov | Esquí de fondo                       | Velocidad por equipos M    |
| Dmitri Yaparov Alexandr Bessmertnyj Alexandr Legkov Maxim Vylegzhanin | Esquí de fondo                       | 4 × 10 km M                |
| Albert Demchenko | Luge                                 | Individual M               |
| Tatiana Ivanova Albert Demchenko Alexandr Denisiev Vladislav Antonov | Luge                                 | Equipo                     |
| Xeniya Stolbova Fiodor Klimov | Patinaje artístico                   | Parejas                    |
| Olga Fatkulina | Patinaje de velocidad                | 500 m F                    |
| Vladimir Grigoriev | Patinaje de velocidad en pista corta | 1000 m M                   |
| Nikolai Oliunin | Snowboard                            | Campo a través M           |
| Bronce |                                      |                            |
| Yevgueni Garanichev | Biatlón                              | 20 km M                    |
| Alexandr Smyshliayev | Esquí acrobático                     | Baches M                   |
| Ilia Chernousov | Esquí de fondo                       | 50 km M                    |
| Yelena Ilinyj Nikita Katsalapov | Patinaje artístico                   | Danza sobre hielo          |
| Olga Graf | Patinaje de velocidad                | 3000 m F                   |
| Olga Graf Yekaterina Lobysheva Yuliya Skokova | Patinaje de velocidad                | Persecución por eqs. F     |
| Viktor An | Patinaje de velocidad en pista corta | 1500 m M                   |
| Yelena Nikitina | Skeleton                             | Individual F               |
| Aliona Zavarzina | Snowboard                            | Eslalon gigante paralelo F |